# Szabadszállás
Szabadszállás este un oraș în districtul Kunszentmiklós, județul Bács-Kiskun, Ungaria, având o populație de 6.460 de locuitori (2011). 

## Demografie
Componența etnică a orașului Szabadszállás
     Maghiari (96,26%)
     Romi (2,81%)
     Necunoscut (0,32%)
     Alții (0,61%)
Componența confesională a orașului Szabadszállás
     Reformați (31,93%)
     Romano-catolici (25,7%)
     Fără religie (13,5%)
     Necunoscută (27,79%)
     Alte religii (2,11%)
Conform recensământului din 2011, orașul Szabadszállás avea 6.460 de locuitori. Din punct de vedere etnic, majoritatea locuitorilor (96,26%) erau maghiari, cu o minoritate de romi (2,81%). Apartenența etnică nu este cunoscută în cazul a 0,32% din locuitori. Nu există o religie majoritară, locuitorii fiind reformați (31,93%), romano-catolici (25,7%) și persoane fără religie (13,5%). Pentru 27,79% din locuitori nu este cunoscută apartenența confesională.